# 遠藤秀安
遠藤 秀安（えんどう ひでやす、1970年 - ）は、日本の作曲家・編曲家。

## 略歴[1]
名古屋市生まれ。
愛知県立大学文学部国文学科卒業後、保育士、学童保育指導員を経て、愛知県立芸術大学音楽学部作曲専攻卒業。
1999年「マンドリンオーケストラの為の『懶（らん）』」にて第6回マンドリン合奏曲作曲コンクール第1位受賞。
ARTE MANDOLINISTICA、ARTE TOKYO、マンドリンアンサンブルいずみ、幸田シンフォニックバンド、愛知室内オーケストラ、日進児童合唱団などのアレンジを手がける。
2005年に幸田町町村合併50周年記念事業の一環として行われたミュージカル「星の降るまち」を作曲。2007年再演。
2013年、幸田ミュージカル「さよなら、ブルーバード」を作曲。2017年再演。
マンドリンオーケストラ曲に「AQUA EXPRESS」「GOLDEN ACANTHUS」「風のいざない」「セイリング・デイー出航ー（第1回全日本マンドリン合奏コンクール課題曲）」「マーチ『ジョイ・フライト』（第5回全日本マンドリン合奏コンクール課題曲）」などがある。
越野宏之、寺井尚行、各氏に師事。
2008年より愛知県立芸術大学非常勤講師。

## 主な作品[2]

### マンドリンオーケストラ
- マンドリンオーケストラの為の「懶」（1999）
- the seventh islands（2002/2006）
- Spica's Spanker（2006）
- 天秤ゆらり（2007）
- 風のいざない（2007）
- 月の剣－クレセントー（2007）
- 薄明のモノローグ（2008）
- AQUA EXPRESS（2009）
- Wisteria Ring（2010）
- DRAGON WINK（2011）
- セイリング・デイー出航ー（2011）
- Viridian Drive（2012）
- GOLDEN ACANTHUS（2014）
- 光輪（2015）
- Just Move ON!ー前へー（2016）
- マーチ「ジョイ・フライト」（2017）

### チェンバロ
- 組曲「グランシャリオ」（2010）

### 吹奏楽
- マーチ「カシオペア」（2006）
- Vertical Cupid（2009）

- カンパニュラの花束（2019）

### 弦楽合奏
- あぶくたっ多度！（2015）

### 木管五重奏
- 組曲「桜花鉄路」（2009）

### ミュージカル
- 幸田ミュージカル「星の降るまち」
- 幸田ミュージカル「さよなら、ブルーバード」

### 人形劇
- トラックとらすけ
- いもむしぼうや
- ふわふわ森のなかまたち
- あしたの天気はかえられる

### その他
- 幸戦隊（しあわせんたい）コウタレンジャー
- PNジャンクション
- オモテとウラのReflection